# 1316年
| 千纪： | 2千纪 |
| 世纪： | 13世纪 \| 14世纪 \| 15世纪                                                                                 |
| 年代： | 1280年代 \| 1290年代 \| 1300年代 \| 1310年代 \| 1320年代 \| 1330年代 \| 1340年代                           |
| 年份： | 1311年 \| 1312年 \| 1313年 \| 1314年 \| 1315年 \| 1316年 \| 1317年 \| 1318年 \| 1319年 \| 1320年 \| 1321年 |
| 纪年： | 丙辰年（龙年）；元延祐三年；越南大慶三年；日本正和五年                                                     |

## 大事记
- 元仁宗打破叔侄相傳的武仁之約，立自己兒子碩德八剌(元英宗)為皇太子，將元武宗子和世㻋徙居雲南。
- 《大元通制》編製完成。
- 约翰二十二世被选为教宗。
- 神圣罗马帝国皇帝路易四世承认瑞士独立。

## 出生
- 3月2日——罗伯特二世，苏格兰国王（逝世于1390年，84岁）
- 5月14日——查理四世，神圣罗马帝国皇帝（逝世于1378年，62岁）
- 11月15日——约翰一世，法国国王（逝世于同年，62岁）

## 逝世
- 郭守敬，元朝天文学家（出生于1231年，85岁）
- 3月12日——斯特凡·德拉古廷，塞尔维亚国王
- 6月5日——路易十世，法国国王（出生于1289年，27岁）
- 11月19日——约翰一世，法国国王（出生于同年，27岁）
- 12月16日——完者都，伊尔汗国第八任君主（出生于1280年，36岁）